# 寅次郎的故事 (电影)
《寅次郎的故事》（日語：男はつらいよ）是一部1969年上映的日本喜剧电影，亦是《寅次郎的故事系列》的首部剧场版作品。由山田洋次导演，渥美清、倍赏千惠子、前田吟、森川信、三崎千惠子主演。於1969年8月27日上映。

## 劇情簡介
寅次郎(渥美清飾)出生在東京葛飾市柴又區，從小是家中不受教的調皮蛋，青少年時和父親一次激烈的衝突後便離家出走。二十年後，父母和哥哥都已經去世，寅次郎回到故鄉，心中無限感慨，拜訪了叔叔(森川信飾)、阿姨(三崎千惠子飾)。寅次郎似乎一表人，叔叔和阿姨喜極而泣，認為寅次郎出人頭地了。寅次郎與妹妹櫻花(倍赏千惠子飾)相認，妹妹櫻花也很高興哥哥終於回來。
接著妹妹櫻花要去相親了，哥哥寅次郎作陪，但依然傻里傻氣、頑固不寧的哥哥，讓全家抓狂了起來......

## 主要演员
- 車寅次郎：渥美清
- 車櫻花：倍赏千惠子
- 坪内冬子：光本幸子
- 御前样：笠智众
- 诹访飚一郎：志村乔（特别演出）
- 車龍造：森川信
- 诹访博：前田吟
- 川又登：津坂匡章（現：秋野太作）
- 寺男・源先生：佐藤蛾次郎
- 司会者：关敬六
- 车つね：三崎千惠子
- 印刷屋・梅太郎：太宰久雄
- 部长：近江俊辅
- 道夫：广川太一郎
- 道夫的父亲：石島戻太郎
- 道夫的母亲：志贺真津子
- 郁子：津路清子
- 川甚的女主人：村上记代
- 员工A：石井愃一
- 员工C：市山达己
- 香具师：北龙介
- 香具师：川島照满
- 水野晧作
- 高木信夫
- 大久保敏男
- 梅太郎的妻：水木涼子
- 米本善子
- 大塚君代
- 谷よしの
- 後藤泰子
- 秩父晴子
- 佐藤和子

## 主题曲
- 『男はつらいよ』

主唱：渥美清

## 奖项
- 第24届每日电影奖之导演奖／山田洋次
- 第24届每日电影奖之主演男主角奖／渥美清
- 电影旬报十大最佳日本电影部門第6位
- 编剧作家协会编剧奖／森崎东
- 第20届艺术选奖・文部大臣奖／山田洋次

### 英文
- . 英国电影协会.   [2011-01-18]. （原始内容存档于2012-10-17） （英语）.
- . Complete Index to World Film.   [2011-01-18]. （原始内容存档于2012-09-10） （英语）.

### 德文
- . www.molodezhnaja.ch.   [2011-01-18]. （原始内容存档于2010-11-26） （德语）.

### 日文
- . www.allcinema.net.   [2011-01-18]. （原始内容存档于2011-11-07） （日语）.
- . 日本电影院数据库（日本文化厅）.   [2011-01-18]. （原始内容存档于2011-10-08） （日语）. 外部链接存在于|publisher= (帮助)
- . 日本电影数据库.   [2011-01-18]. （原始内容存档于2011-05-14） （日语）.
- . 电影旬报.   [2011-01-18]. （原始内容存档于2011-02-12） （日语）.

### 中文
- . 豆瓣电影.   [2011-01-24]. （原始内容存档于2011-01-22）.
- . 好戏网.   [2011-01-24]. （原始内容存档于2020-04-15）.